# Robby Fabbri
Robert „Robby“ Fabbri (* 22. Januar 1996 in Mississauga, Ontario) ist ein kanadischer Eishockeyspieler, der seit Juli 2024 bei den Anaheim Ducks in der National Hockey League unter Vertrag steht. Zuvor verbrachte er vier Jahre in der Organisation der St. Louis Blues, mit denen er in den Playoffs 2019 den Stanley Cup gewann, sowie weitere fünf Spielzeiten bei den Detroit Red Wings.

## Karriere

### Jugend

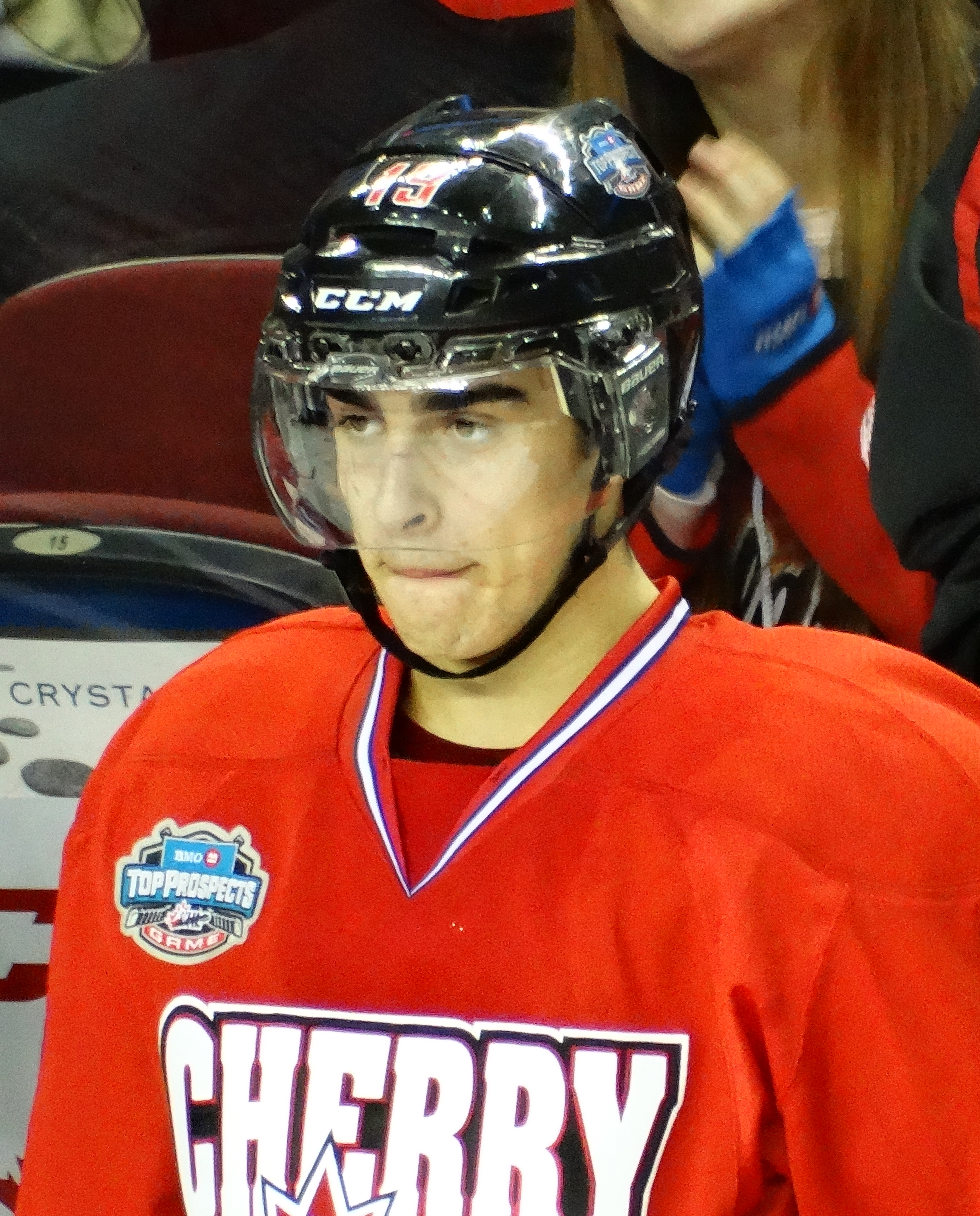
Fabbri beim CHL Top Prospects Game (2014)

Robby Fabbri wurde in Mississauga in eine Familie mit italienischen Wurzeln geboren und spielte dort in seiner Jugend für die Mississauga Rebels – ebenso wie sein älterer Bruder Lenny Fabbri, der es bisher nicht über die kanadische Universitätsliga hinausschaffte. 2012 wurde Robby Fabbri von den Guelph Storm  an sechster Stelle in der Priority Selection der Ontario Hockey League (OHL) ausgewählt und spielte somit mit Beginn der Saison 2012/13 in einer der drei großen kanadischen Juniorenligen, der OHL. In seiner Rookie-Saison erzielte der Angreifer 33 Scorerpunkte in 59 Spielen und nahm über den Jahreswechselmit dem Team Canada Ontario an der World U-17 Hockey Challenge 2013 teil. Außerdem gewann er im Sommer 2013 mit der kanadischen U18-Auswahl die Goldmedaille beim Ivan Hlinka Memorial Tournament.
In der Spielzeit 2013/14 gelang Fabbri der Durchbruch in Guelph, so gewann er mit dem Team nicht nur den J. Ross Robertson Cup, sondern wurde darüber hinaus auch als MVP der Playoffs mit dem Wayne Gretzky 99 Award geehrt. Insgesamt erzielte er in der gesamten Saison 58 Tore und 57 Vorlagen in 74 Spielen, sodass er für den anstehenden NHL Entry Draft 2014 von den International Scouting Services an Platz acht der Feldspieler eingeschätzt wurde; zudem nahm er am CHL Top Prospects Game teil. Im Endeffekt wählten ihn die St. Louis Blues an 21. Position und statteten ihn im September 2014 mit einem Einstiegsvertrag aus. Für eine weitere Saison blieb Fabbri jedoch vorerst in Guelph und gewann über den Jahreswechsel mit der kanadischen U20-Nationalmannschaft bei der Weltmeisterschaft im eigenen Land die Goldmedaille.

### St. Louis Blues
Bereits am Ende der Saison 2014/15 wurde Fabbri in den Kader der Chicago Wolves, das Farmteam der Blues aus der American Hockey League, berufen und absolvierte dort seine ersten sechs Einsätze im Profibereich. Während der Vorbereitung auf die Spielzeit 2015/16 erspielte sich der Center einen Platz im NHL-Aufgebot der Blues und debütierte somit am ersten Spieltag gegen die Edmonton Oilers. Dabei gelang Fabbri direkt sein erstes (und gleichzeitig spielentscheidendes) Tor, was ihn zum jüngsten Spieler der Franchise-Geschichte machte, der in seinem NHL-Debüt seinen ersten Treffer erzielt. Im Laufe der regulären Saison kam Fabbri auf 37 Scorerpunkte und führte das Team in den anschließenden Playoffs mit 11 Vorlagen und 15 Punkten (gemeinsam mit Wladimir Tarassenko) an.
Im Februar 2017 zog sich Fabbri einen Riss des Kreuzbandes im linken Knie zu und verpasste den Rest der Saison. Im Rahmen der folgenden Saisonvorbereitung trat die gleiche Verletzung im September 2017 erneut auf, sodass der Angreifer ebenso die gesamte Spielzeit 2017/18 ausfiel. Erst im November 2018 absolvierte Fabbri wieder ein NHL-Spiel für die Blues. Am Ende der Saison gewann er mit dem Team in den Playoffs 2019 den Stanley Cup.

### Detroit und Anaheim
Im November 2019 wurde Fabbri nach vier Jahren in der Organisation der Blues an die Detroit Red Wings abgegeben. Im Gegenzug wechselte Jacob de la Rose nach St. Louis. In der „Motor City“ knüpfte der Kanadier mit 31 Punkten aus 52 Partien an seine Leistungen vor der Verletzung an und unterzeichnete daher im August 2020 einen neuen Zweijahresvertrag bei den Red Wings, der ihm ein durchschnittliches Jahresgehalt von 2,95 Millionen US-Dollar einbringen soll. Dieser wurde im Dezember 2021 vorzeitig um einen neuen Dreijahresvertrag mit einem Gesamtvolumen von zwölf Millionen US-Dollar verlängert.
Nach etwa fünf Jahren bei den Red Wings wurde Fabbri im Juli 2024 samt einem konditionalen Viertrunden-Wahlrecht im NHL Entry Draft 2025 an die Anaheim Ducks abgegeben. Im Gegenzug wechselte Torhüter Gage Alexander nach Detroit.

## Erfolge und Auszeichnungen
- 2014 Teilnahme am CHL Top Prospects Game
- 2014 J.-Ross-Robertson-Cup-Gewinn mit den Guelph Storm
- 2014 Wayne Gretzky 99 Award
- 2019 Stanley-Cup-Gewinn mit den St. Louis Blues

### International
- 2013 Goldmedaille beim Ivan Hlinka Memorial Tournament
- 2015 Goldmedaille bei der U20-Weltmeisterschaft

## Karrierestatistik
Stand: Ende der Saison 2024/25

### International
Vertrat Kanada bei:
- World U-17 Hockey Challenge 2013
- Ivan Hlinka Memorial Tournament 2013
- U20-Weltmeisterschaft 2015

(Legende zur Spielerstatistik: Sp oder GP = absolvierte Spiele; T oder G = erzielte Tore; V oder A = erzielte Assists; Pkt oder Pts = erzielte Scorerpunkte; SM oder PIM = erhaltene Strafminuten; +/− = Plus/Minus-Bilanz; PP = erzielte Überzahltore; SH = erzielte Unterzahltore; GW = erzielte Siegtore; 1 Play-downs/Relegation; Kursiv: Statistik nicht vollständig)